# Oeganda op de Olympische Zomerspelen 1980
Oeganda nam deel aan Olympische Zomerspelen 1980 in Moskou, Sovjet-Unie. Het was de zesde deelname van het land aan de Olympische Zomerspelen.
De dertien deelnemers, allen mannen, kwamen in actie op twaalf onderdelen in twee olympische sporten; atletiek en boksen. De atleten John Akii-Bua en Silver Ayoo waren deze editie de sporters die voor de tweede keer deelnamen.
De totale Oegandese medailleoogst werd op deze editie met een medaille uitgebreid. De bokser John Mugabi veroverde de zilveren medaille bij de weltergewichten.

## Medailleoverzicht
| Sport  | Olympiër    | Onderdeel | Medaille |
| ------ | ----------- | --------- | -------- |
| Boksen | John Mugabi | -67kg (m) | Zilver   |

## Deelnemers & resultaten
(m) = mannen 

### Atletiek
| Olympiër                                             | Onderdeel       | Resultaat | Prestatie                                                     |
| ---------------------------------------------------- | --------------- | --------- | ------------------------------------------------------------- |
| Silver Ayoo                                          | 400m (m)        | 525e      | serie 2: 3de in 47,78 kwartfinale 3: 5de in 47,03             |
| Charles Dramiga                                      | 400m (m)        | 37e       | serie 1: 5de in 48,69                                         |
| John Akii-Bua                                        | 400m horden (m) | 13e       | serie 1: 5de in 50,87 halve finale 2: 7de in 51,10            |
| John Akii-Bua Silver Ayoo Charles Dramiga Pius Olowo | 4x400m (m)      | 13e       | serie 2: 5de in 3.07,0                                        |
| Fidelis Ndyabagye                                    | verspringen (m) | DNF       | kwalificatie groep B: geen geldige poging                     |
| Justin Arop                                          | speerwerpen (m) | 12e       | kwalificatie groep A: 8ste met 82,68m finale: 8ste met 77,3 m |

### Boksen
| Olympiër (deelname) | Onderdeel   | Resultaat | Prestatie |
| ------------------- | ----------- | --------- | --- |
| Charles Lubulwa     | -48kg (m)   | 9e        | 1ste ronde: vrij 2de ronde: V van HUN Gedó: knock-out |
| John Siryakibbe     | -54kg (m)   | 5e        | 1ste ronde: vrij 2de ronde: W van BUL Radev: knock-out 3de ronde: W van FRA Maghenia: 5-0 kwartfinale: V van VEN Piñango: knock-out                                                                 |
| Geofrey Nyeko       | -60kg (m)   | 9e        | 1ste ronde: vrij 2de ronde: V van GDR Nowakowski: knock-out |
| John Munduga        | -63,5kg (m) | 9e        | 1ste ronde: W van VEN Rodríguez: 4-1 2de ronde: V van IRQ Jawad: knock-out |
| John Mugabi         | -67kg (m)   | Zilver    | 1ste ronde: W van CGO Koffi: knock-out 2de ronde: W van MAD Rasamimanana: knock-out kwartfinale: W van YUG Bogujevci: knock-out halve finale: W van POL Szczerba: 3-2 finale: V van CUB Aldama: 1-4 |
| George Kabuto       | -71kg (m)   | 9e        | 1ste ronde: W van ETH Retta: 5-0 2de ronde: V van CUB Martínez: knock-out |
| Peter Odhiambo      | -75kg (m)   | 5e        | 1ste ronde: vrij 2de ronde: W van NGR Martins: knock-out kwartfinale: V van POL Rybicki: 0-5 |

Afghanistan · Algerije · Andorra · Angola · Australië · België · Benin · Birma · Botswana · Brazilië · Bulgarije · Colombia · Congo-Brazzaville · Costa Rica · Cuba · Cyprus · Denemarken · Dominicaanse Republiek · Duitse Democratische Republiek · Ecuador · Ethiopië · Finland · Frankrijk · Griekenland · Groot-Brittannië · Guatemala · Guinee · Guyana · Hongarije · Ierland · IJsland · India · Irak · Italië · Jamaica · Joegoslavië · Jordanië · Kameroen · Koeweit · Laos · Lesotho · Libanon · Liberia · Libië · Luxemburg · Madagaskar · Mali · Malta · Mexico · Mongolië · Mozambique · Nederland · Nepal · Nicaragua · Nieuw-Zeeland · Nigeria · Noord-Korea · Oeganda · Oostenrijk · Peru · Polen · Portugal · Puerto Rico · Roemenië · San Marino · Senegal · Seychellen · Sierra Leone · Sovjet-Unie · Spanje · Sri Lanka · Syrië · Tanzania · Trinidad en Tobago · Tsjecho-Slowakije · Venezuela · Vietnam · Zambia · Zimbabwe · Zweden · Zwitserland